# Vermectias
Vermectias är ett släkte av kräftdjur. Vermectias ingår i familjen Vermectiadidae.
Vermectias är enda släktet i familjen Vermectiadidae.
Kladogram enligt Catalogue of Life:
| Vermectias | \| \| Vermectias caudiculata \| \| \| \| \| \| Vermectias nelladanae \| \| \| \| |
|            | \| \| Vermectias caudiculata \| \| \| \| \| \| Vermectias nelladanae \| \| \| \| |
|            | Vermectias caudiculata                                                           |
|            |                                                                                  |
|            | Vermectias nelladanae                                                            |
|            |                                                                                  |